# 乃木螢
乃木螢（日语：乃木蛍，1999年6月2日—），日本AV女優、前Coser。所屬事務所是DINO。

## 經歷
2019年2月以一位高身材G罩杯的AV女優出道。作為一位前Coser，她認為露出越多就能聚集越多人潮，所以成為一位AV女優。
2019年8月22日建立官方網站。
2021年1月16日宣布轉移到SODstar成為專屬女優。

## 人物
出道前的經驗人數是4人。
因為《Comptiq》而對性產稱興趣。喜歡看《Comic LO》和《快樂天》。。
喜歡的人物團體有Maneki Kecak、クマリデパート、田村由香里、WUG。

## 外部連結
- 乃木蛍  Official Website （页面存档备份，存于）
- 乃木螢的X（前Twitter）
- 乃木螢的Instagram帳戶
- 乃木蛍 S1/エスワン ナンバーワンスタイル OfficialSite （页面存档备份，存于）
- 事務所プロフィール （页面存档备份，存于）